# Альвеококкоз
Альвеококкоз (лат. Alveococcosis; альвеолярный эхинококкоз, многокамерный эхинококкоз) — гельминтоз из группы цестодозов, характеризующийся тяжёлым хроническим течением, первичным опухолевидным поражением печени, нередко с метастазами в головной мозг и лёгкие, а также во многие другие органы. Часто заболевание заканчивается летально.
По Международной классификации болезней МКБ-10 имеет код: B67.5 (Инвазия печени, вызванная Echinococcus multilocularis), B67.6 (Инвазии другой локализации и множественный эхинококкоз, вызванный Echinococcus multilocularis), B67.7 (Инвазия, вызванная Echinococcus multilocularis, неуточнена).

## Этиология
Возбудитель — личинка (онкосфера) ленточного червя альвеококка.
Личиночная форма альвеококка представляет собой узел, состоящий из конгломерата микроскопических пузырьков, образующихся путём почкования, плотно прилегающих или сросшихся друг с другом. Полость пузырьков заполнена желтоватой вязкой жидкостью или густой темной массой.
Жизненный цикл гельминта схож с возбудителем эхинококкоза.
Природный резервуар и окончательные хозяева — песцы, лисы, волки, койоты и другие дикие животные. Домашние животные (кошки, собаки) являются переносчиками только для эхинококка. Заражение человека происходит при проглатывании яиц паразита. Это происходит при нарушении правил личной гигиены (немытые руки) после контакта с шерстью и шкурами окончательных хозяев (семейство Псовых). Реже отмечают случаи заражения при употреблении в пищу дикорастущих ягод и трав, загрязнённых фекалиями животных. В Российской Федерации альвеококкоз распространён преимущественно на территории Республики Саха (Якутия), Красноярского, Алтайского и Хабаровского краёв, в Томской, Омской,  а также Калининградской и других областях, Пермском крае. Спорадически заболевание также регистрируют в Татарстане и Башкортостане.

## Патогенез
Онкосферы альвеококка, попавшие через рот в пищеварительный канал, оседают преимущественно в правой доле печени. Поражение других органов (легкие, головной мозг, почки, селезёнка, мышцы, брюшина, брыжейка) является следствием метастазирования.
Образовавшиеся в печени узлы (чаще — в виде кисты) представляют собой узлы продуктивно-некротического воспаления беловатого цвета, нередко хрящевой плотности, на разрезе напоминают ноздреватый сыр (Брегадзе И. Л., Плотников Н. Н., 1976 г.). Размеры узла варьируют от 0,5 до 30 см и более в диаметре. Альвеококковый узел может достичь поверхности печени и прорасти в соседние органы (диафрагму, почку, кости и ткани) — внепеченочное метастазирование.
При присоединении вторичной инфекции возникают холангиты, абсцессы печени, нагноение и распад узла. Иногда развивается цирроз печени. При прорастании желчных протоков развивается механическая желтуха.
При альвеококкозе, помимо механического действия узла на поражённый орган, имеют значение иммунологические, а на поздних стадиях иммунопатологические механизмы, иммуносупрессивное, токсико-аллергическое воздействие. «Паразитарный рак» — обоснованное определение альвеококкоза печени.

## Клиническая картина
Альвеококкоз лёгкого: лёгкое поражается в основном вторично вследствие прорастания альвеококкозных узлов из печени через диафрагму. Возможно развитие в лёгких самостоятельных метастатических узлов. Больные жалуются на боли в груди, кашель со слизисто-кровянистой или гнойной мокротой, иногда окрашенной желчью. В ряде случаев возникает эмпиема плевры.
Альвеококкоз почек характеризуется образованием в почке очагов продуктивно-некротического воспаления с пролиферацией соединительной ткани в форме узла, который макроскопически выглядит как злокачественная опухоль. Редкое заболевание. В ткани узла выявляются многочисленные мелкие спавшиеся пузырьки паразита. Первичный очаг находится в печени, а почка вовлеклась в процесс вторично за счёт инфильтративного роста по межтканевым щелям.

## Прогноз
Серьёзный: без лечения заболевание имеет летальный исход от печеночной недостаточности или кахексии, реже от метастазов альвеококкоза в головной мозг. Больные умирают в течение 3—5 лет, если не проявлялась механическая желтуха. При механической желтухе исход летальный, чаще всего в течение 3-х дней.

## Диагностика
Диагноз подтверждают с помощью латекс-агглютинации, реакции энзим-меченых антител с альвеококковым диагностикумом. Сколексы альвеококка изредка обнаруживают в мокроте.
Биопсия очага в печени дает возможность дифференцировать альвеолярный эхиннококоз от некоторых заболеваний (метастатический рак, кисты печени).
Магнитно-резонансная томография (МРТ) или рентгеновская компьютерная томография (РКТ) головного мозга, ультразвуковое исследование (УЗИ), МРТ или РКТ органов брюшной полости, РКТ органов грудной клетки.

## Лечение
- Медикаментозное: химиотерапия антигельминтными препаратами, например, мебендазолом и альбендазолом эффективна в ограниченной степени
- Оперативное: хирургическое удаление паразитарных узлов, поражённых частей лёгких, диафрагмы и печени. При развитии болезни не кистообразным способом хирургическое вмешательство невозможно.